# Kiberbius nannus
Kiberbius nannus är en mångfotingart som beskrevs av Chamberlin 1916. Kiberbius nannus ingår i släktet Kiberbius och familjen stenkrypare. Inga underarter finns listade i Catalogue of Life.